# ウィラード・ハーシュバーガー
ウィラード・マッキー・ハーシュバーガー（英語: Willard McKee Hershberger、1910年5月28日 - 1940年8月3日）は、アメリカ合衆国カリフォルニア州レモンコーブ出身のプロ野球選手（捕手）。また、メジャーでセカンドとしてフル出場したこともある。
通算成績は160試合に出場し、打率.316、127安打、16二塁打、5三塁打、0本塁打、70打点、盗塁阻止率39%（20盗塁死/51企図）だった。
シーズン中に死去した現役メジャーリーガーの内、死因が自殺であると断定された唯一の人物（2023年シーズン終了時点）として知られる。

## プロ入り以前
ウィラード・ハーシュバーガーはカリフォルニア州レモンコーブで生まれた。彼は父親のクロード、母親のモード、妹のロイスと共にカリフォルニア州フラートンに引っ越し、父親はカリフォルニアの油田で働いた 。
ハーシュバーガーはフラートンユニオン高校に通い、野球とフットボールの両方で名を馳せた。
野球チームのチームメイトには後にメジャーリーグで首位打者と盗塁王を獲得し、殿堂入りも果たすアーキー・ヴォーン (余談だが、ヴォーンも引退の3年後に40歳の若さで事故死している)、フットボールチームのチームメイトには後にアメリカ合衆国大統領となるリチャード・ニクソンがいた。1926年の野球チームはカリフォルニア州高校連盟のチャンピオンシップで優勝し、2003年には同校の野球チームのオールタイムチームに指名された。
尚、同校は近代メジャーリーグ草創期の大投手であるウォルター・ジョンソン (同校初のメジャーリーガー) の母校でもある。
ウィラードの父親であるクロードは経済的な問題から鬱病を患い、1928年11月21日、彼は家のバスルームでショットガンを使って自殺した。遺体の第一発見者は当時18歳のウィラードだった。
ハーシュバーガーは1929年に高校を卒業した。高校の年鑑でハーシュバーガーは野球チームのキャッチャーとして「フラートンのユニフォームを着た史上最高の小さなキャッチャー」、フットボールチームのキッカーとしては「金色のつま先を持つ少年」と称されていた。
1930年、ニューヨーク・ヤンキースのスカウトのビル・エシックとピッツバーグ・パイレーツのスカウトのアート・グリッグスがそれぞれヴォーンとハーシュバーガーのプレーを見るためにフラートンに足を運んだ。しかし、グリッグスがハーシュバーガーよりもヴォーンの方を気に入った為、ヴォーンはパイレーツと契約することになった。一方、エシックはヴォーンよりもハーシュバーガーの方を気に入った為、ハーシュバーガーはヤンキースと契約することになった。

## マイナーリーグ時代
ハーシュバーガーは、アリゾナ・テキサスリーグのエルパソ・ディアブロスでプロデビューを果たし、1930年から1931年までプレーした。 1931年は打率.356を記録した。
1932年シーズンは3つのマイナーリーグチームで過ごしたが、主にセントラルリーグのエリー・セーラーズでプレーし、94試合で.339を記録した。
翌1933年、ハーシュバーガーはニューヨーク・ペンシルバニアリーグ（NYPL）のシングルAビンガムトン・トリプレットに昇進した。シーズン中、打率は.306で、NYPLオールスターチームに選出され、トリプレットのNYPLタイトル獲得に貢献した。
1934年、彼はパシフィックコーストリーグ（PCL）のダブルAハリウッド・スターズに昇格し、114試合で打率.307、18二塁打を記録した。
1935年にハーシュバーガーはインターナショナルリーグのニューアーク・ベアーズに昇格し、打率は.310を記録した。
翌年はベアーズとPCLのオークランド・オークスに所属した。シーズンのある時点で、彼は.313を打っていて、メジャーリーグに昇格されるべき選手として注目された。しかしシーズン終了時には、89試合の出場で打率は.263まで下がった。
1937年シーズンは、ハーシュバーガーがベアーズに留まっている間に同じくキャッチャーのビル・ディッキーが成長した為に、ヤンキースはハーシュバーガーへの興味を失ったことで、結局フルシーズンを後にメジャーのオールスターゲームに5度選出される同じく捕手のバディ・ルーサーと共にベアーズで過ごした。ハーシュバーガーは96試合で打率.325、15二塁打を記録し、ジュニアシリーズではコロンバス・レッドバーズに対して打率.364を記録した。
チームは109勝43敗を記録し、インターナショナルリーグのタイトルを獲得した。尚、この年のベアーズはマイナーリーグベースボールにおける歴史上3番目に偉大なマイナーリーグチームと呼ばれている。
この結果を受けてヤンキースのオーナーであるジェイコブ・ルパートは、オフシーズンにハーシュバーガーとメジャーリーグ契約するつもりだと述べた。
1937年12月3日、ハーシュバーガーは40,000ドルと共にシンシナティ・レッズに遊撃手のエディ・ミラーとトレードされ、8年間在籍したヤンキース下部組織から離れることとなった。

## シンシナティ・レッズ時代

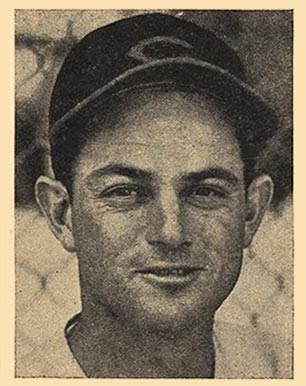
1940年のハーシュバーガー

レッズの監督のビル・マケシュニーは、ハーシュバーガーがスプリングトレーニングで非常によいプレーしていたため、正捕手であるアーニー・ロンバルディの座を脅かす可能性があると述べた。マケシュニーはメジャーのロースターにハーシュバーガーを入れてロンバルディのバックアップ捕手とした。
このシーズンは主に代打として49試合に出場し、打率.276、0本塁打、12打点を記録した。
そして、身長190cmの正捕手ロンバルディのニックネームである「ビッグスラッグ」に因み「リトルスラッグ」(ハーシュバーガーの身長は170cm台) というニックネームを獲得した。
尚、スプリングトレーニングでハーシュバーガーに「正捕手の座を脅かされる」とされたロンバルディだったがこの年、打率.342、19本塁打、95打点を記録してナショナルリーグの首位打者、そしてMVPとなる活躍を見せている。
1939年、ハーシュバーガーは6月のロンバルディの負傷により出場機会を増やした。その間に、5試合で8安打、5打点を記録した。
シーズンでは63試合に出場し、打率.345、0本塁打、32打点、10犠打、盗塁阻止率44%を記録した。
同年のワールドシリーズでは古巣のヤンキースと対戦した。シリーズはレッズが敗れたが、ハーシュバーガーは全4試合中3試合に出場して2打席で1安打を記録した。ワールドシリーズでの1安打は、ゲーム4での同点打だったが、試合はヤンキースが勝利している。
1940年もハーシュバーガーは、前の2シーズンと同様に、シンシナティ・レッズでロンバルディのバックアップ捕手を務めた。主にロンバルディのリリーフをする形で出場し、5月末の打率は.429、6月末の打率は.345と打撃好調だった 。7月に入るとロンバルディは指を負傷した為、ハーシュバーガーの出場機会が増加した。更にロンバルディが7月26日に足首を捻挫して戦線を離脱した為、ハーシュバーガーが正捕手を務めることとなった。当時の打率は.354と好調を維持していた。
その中で、7月31日のポログラウンズでのニューヨーク・ジャイアンツとの試合にハーシュバーガーは5番・捕手としてフル出場した。試合はレッズが9回表終了時点で4対1と3点リードしていた。
ところが、9回裏2死ランナー無しから1番打者に四球を出した直後に2番打者でパワーヒッターではないバージェス・ホワイトヘッドにツーランホームランを打たれて1点差とされた。続く3番で強打者のメル・オットを敬遠したが、4番打者だがパワーヒッターではないハリー・ダニングにサヨナラツーランホームランを打たれて4対5で敗れた。
自身の打撃成績は3打数無安打、1犠打だった。
移動日を挟んで、レッズは8月2日にボストンでボストン・ビーズとのダブルヘッダーを行い、両ゲームそれぞれ10–3と4–3のスコアで敗れた。ハーシュバーガーは第一試合は出場せず、第二試合のみ5番・キャッチャーとしてフル出場した。
試合は一時は3対1でシンシナティがリードしていたが、自身の守備のミスもあって8回に同点に追いつかれた。
追いつかれて以降、延長10回表1死一塁と延長12回表2死一塁で打席が回ってきたが2度とも凡退した挙句、延長12回裏1死から2連打され、満塁策を採ったが次の打者にヒットを打たれてサヨナラ負けを喫した。
更に自身の打撃成績は、第1打席で四球を選んで以降は1三振を含む5打数連続無安打且つ、凡退した5打席全てでランナーが塁にいた。
尚、この試合のビーズの6番ショートはハーシュバーガーがヤンキースからシンシナティにトレードされた時の相手であるエディ・ミラーだった。打撃成績は8回裏の同点とする2点タイムリーツーベースを含む5打数2安打2打点だった。
つまり、ハーシュバーガーは自身がフル出場した2試合連続でサヨナラ負けを喫したのである。これに加えて2試合共先述の様に好調だった打撃を期待されての5番での先発出場だったにもかかわらず、この2試合で8打数無安打、1三振、1四球、1犠打、6残塁　(尚、残塁はジャイアンツ戦では記録していないので全てビーズ戦でのもの) という惨憺たる成績だった。これが後述の自殺の引き金となったのである。

## 死
ハーシュバーガーはジャイアンツ戦とビーズ戦の自身がフル出場した2試合が連続してサヨナラ負けとなったことの責任は自分にあるとし、三塁手でベテランのビリー・ワーバー に「アーニーがキャッチャーだったら両試合共負けることはなかっただろう」と語った。ハーシュバーガーはダニングに対して間違った配球をした為にサヨナラホームランを打たれた。ビーズとの試合では6回も打席に立ったのに無安打で計6人の走者を1人もホームに返すことが出来なかった上にバントをアウトにできなかった為に同点にされ、結果的にサヨナラ負けを喫したと考えていたのである。
試合後、監督のビル・マケシュニーに自分の父親が自殺したことを密かに明かし、「父は自殺した。私もそうするつもりだ」と言った。 しかし、約1時間の説得の後にハーシュバーガーはかなり落ち着き、マケシュニーは彼が大丈夫だと信じた。
翌3日、レッズはビーズとの試合がデイゲームで行われる予定だったが、ハーシュバーガーは試合前の打撃練習に姿を見せなかった。その為チームの広報担当者兼マネージャーのゲイブ・ポール は宿舎であるコプリー・プラザ・ホテル のハーシュバーガーの部屋に電話をかけると「気分が悪いので今日の試合はプレーしない」と言った。しかし、このことを知ったマケシュニーは前日の発言もあって心配していたこともあり、試合後に私服で部屋に向かうことにハーシュバーガーは同意した。
マケシュニーはビーズとの第一試合終了後　(この日もビーズとのダブルヘッダーだった)、ハーシュバーガーの友人であるダン・コーエンに彼をチェックするためにホテルに向かわせた。部屋のドアがロックされていたため、コーエンは従業員にドアを開けるように頼んだ。そして部屋に入って浴槽のそばで喉をカミソリで切り裂いたハーシュバーガーの遺体を見つけた。
第二試合終了後、マケシュニーはコーチのハンク・ガウディにすべての選手をロッカールームに集めさせ、「皆に言いたいことがある。ウィラード・ハーシュバーガーが先程自殺した。」 と発表した。
そして、マケシュニーは選手たちに「ハーシーのために」と一丸となって前年果たせなかったワールドシリーズ優勝を目指して団結する様に促した。
マケシュニーは一度も自殺前日の会話でハーシュバーガーが自身に語ったことを公に明らかにしていない。「話の内容はチームの誰とも関係がなかった」と彼は記者団に語っている。その理由を「彼は勇気を持って私に秘密を打ち明けた。だから私はその秘密を堅く守る」としている。

## 死後
この年、シンシナティ・レッズはワールドシリーズに出場し、第7試合でアメリカンリーグチャンピオンのデトロイト・タイガースを破ってワールドチャンピオンとなった。
レッズの選手とスタッフによる投票の結果、全会一致でワールドシリーズチャンピオンの賞金の分配金、計5,803ドルを、ハーシュバーガーの母親であるモードに分配した。
ハーシュバーガーは、カリフォルニア州バイセイリアのバイセイリア公立墓地に埋葬されている。
1939年シーズンから付けていた背番号「5」は、チームによって1940年シーズン中は欠番とされた。これはナショナル・リーグに所属するチームが公式に「特定の背番号を欠番とする」と発表した初の事例となった。
後にハーシュバーガーと同じ捕手としてアメリカ野球殿堂入りするジョニー・ベンチが付け、その功績に敬意を表して永久欠番となった。尚、ハーシュバーガーとの連名ではない。
ルーキーイヤーの1938年だけ付けていた背番号「50」はハーシュバーガーがレッズの初代背番号「50」であった。こちらも1970年に当時ルーキーだったデーブ・コンセプシオンが付けるまで長らく欠番となっていた（コンセプシオンはシーズン途中で後に永久欠番となる「13」に変更している。
余談だが、シンシナティの背番号「50」はハーシュバーガーを含めて27名の選手が着用している（2020年シーズン終了時点）が、その内ブラッド・レスリー（日本での登録名は「アニマル」）、ガイ・ホフマン、スコット・サービス（日本での登録名は「デビッド」）、ダン・セラフィニ、ネフタリ・ソト（着用順）の5名が日本球界を経験している。

## 参照
- メジャーリーグベースボールの選手一覧 H
- 現役中に亡くなったプロ野球選手の一覧
- 自殺した有名人の一覧